# Rancho Cuachixolotera
Rancho Cuachixolotera är en ort i Mexiko.   Den ligger i kommunen Yautepec och delstaten Morelos, i den sydöstra delen av landet, 60 km söder om huvudstaden Mexico City. Rancho Cuachixolotera ligger 1 395 meter över havet och antalet invånare är 660.
Terrängen runt Rancho Cuachixolotera är kuperad åt nordost, men åt sydväst är den platt. Runt Rancho Cuachixolotera är det mycket tätbefolkat, med 1 056 invånare per kvadratkilometer. Närmaste större samhälle är Cuautla Morelos, 9,1 km söder om Rancho Cuachixolotera. Omgivningarna runt Rancho Cuachixolotera är en mosaik av jordbruksmark och naturlig växtlighet.